# Tô Hạp
Tô Hạp là thị trấn huyện lỵ của huyện Khánh Sơn, tỉnh Khánh Hòa, Việt Nam.

## Tên gọi
Tên gọi Tô Hạp có nguồn gốc từ cây tô hạp (Altingia spp.) mọc nhiều ven một con sông chảy qua huyện Khánh Sơn. Sông này cũng được gọi là sông Tô Hạp.

## Địa lý
Thị trấn Tô Hạp có vị trí địa lý:
- Phía tây và phía bắc giáp xã Sơn Hiệp
- Phía đông bắc giáp xã Sơn Trung
- Phía đông giáp xã Ba Cụm Bắc
- Phía nam giáp xã Ba Cụm Nam.

Thị trấn Tô Hạp có diện tích 16,15 km² và dân số khoảng 3.810 người (năm 2006). Thị trấn nằm trên tỉnh lộ số 9, cách thành phố Cam Ranh khoảng 40 km về phía tây.